# 魔神之骨
《魔神之骨》是日本的交換卡片遊戲。同時也是與原作併行的跨媒體製作動畫作品。

## 概要
本作品為Bandai・集英社・東京電視台三社聯合、以DATA CARDDASS（一種街機）為中心、包含動畫及漫畫展開的跨媒體製作企劃。
內容是以9歲到12歲的男孩為主要客群的英雄戰鬥作品。

## 登場人物

### 骨適合者
龍神翔悟（竜神 翔悟）
聲：（日）KENN、儀武祐子（小時候）；（港）張振熙、黃鳳英（小時候）
龍之骨（西方龍）的適合者・火屬性的骨戰士。必殺技是「炎龍拳」（暴走模式下為「Fire Raging」）。
是個從小就學習空手道的普通高中生、正為了被龍之骨選為適合者卻不知道該不該參與戰鬥而煩惱著。
有著散漫卻溫柔的性格，因此為了不得不戰鬥的命運感到猶豫不決。而後為了守護日常而下定決心。
最初與黑豹戰鬥時因為希望得到力量而失控，使得周遭被破壞、自己也陷入了昏迷，最後成功的壓抑了暴走。
喜歡連帽衫，連穿制服的時候也會穿在裡面。
漫畫版描寫上變成一個喜好修行的熱血少年，擁有各項超乎人類常識外的技能，另外自身還認為以骨的力量和敵人作戰是「作弊」。
龍之骨
聲：鄉田穗積
被龍之骨意志之類的東西寄宿在裡面的卡片，會以白色巨龍或是骨戰士的形態在翔悟的意識中與之對話。
路克（ルーク） / シャーク・ルーク
聲：立花慎之介、古城門志帆（少年時代）
粵配：鄧永健
澳洲人。鯊之骨（鯊魚）的適合者・水屬性的骨戰士。必殺技是「潮流氣斬（ストームカッター）」（暴走模式下為「Hydro Raging」）。
會使用合氣道、是骨戰士們的隊長。總而言之是個會冷靜判斷情勢與關心同伴的人。但是與認真的性格不同的是其實是個甜食黨，又曾說自己是個海人。
咖啡會加大量的砂糖與奶油再喝、意外也有這樣天真的一面。
因為父親的關係，小時候會去骨之研究所，在那個時候被石板選為適合者。
可以在啟示之蛹內的空間以游泳的方式移動。
鯊之骨
聲：田尻浩章
被鯊之骨意志之類的東西寄宿在裡面的卡片，會以巨大鯊魚的形態在路克的意識中現身。
安東尼奧（アントニオ） / ジャガー・アントニオ
聲：吉野裕行
粵配：杜景煜
巴西人。豹之骨（美洲豹）的適合者・木屬性的骨戰士。必殺技是「Sonic Jaguar（ソニックジンガ）」（暴走模式下為「Timberland Raging」）。
會 卡波耶拉、性格活潑很會炒熱氣氛。並不是自願成為適合者，是路克告訴他這樣可以保護地球才加入戰鬥的。說話輕浮、特別喜歡去刺激反應有趣的基爾巴德，所以兩人時常有爭吵。
做什麼都能很快上手，從雜耍到工地打工都做過。
正因為背負了孤獨的過去，因此雖然他常常說話輕浮卻很照顧周圍的人。
漫畫版不時會和早穗一起吐槽做出超人舉動的翔悟。
泰隆（タイロン） / ライノー・タイロン
聲：安元洋貴
粵配：蔡威賢
非洲人。犀之骨（犀牛）的適合者・土屬性的骨戰士。必殺技是「Screw Buster（スクリューバスター）」（暴走模式下為「Gaia Raging」）。
會摔角、留著莫西干頭身材高大的男性。父母雙亡、剩下的家人是有七個弟弟八個妹妹的大家庭、戰鬥的理由是為了家人。由於他穩重的講話方式與尊重他人的性格，通常安東尼奧跟基爾巴德發稱衝突時都是他去勸阻的。
基爾巴德（ギルバート） / レオ・ギルバート
聲：三瓶由布子
粵配：馮詠恩
美國出身。獅之骨（獅子）的適合者・雷屬性的骨戰士。必殺技是「Golden Rush（ゴールデンラッシュ)」（暴走模式下為「Volt Raging」）。
會拳擊。跟翔悟他們不同，是自己選擇成為骨戰士的。
自尊心相當高，一開始輕視其他成員、也對他們出言不遜。初戰慘烈的敗給了黑馬。對於格雷戈里&維克多兄弟也是完全敵不過。
在隊伍中有著最強的使命感、時常因此與其他緊張感較低的成員發生爭吵。
雖然說了對年長的女性沒有興趣，但卻對早穗一見鍾情。
獅之骨
聲：白川周作
被獅之骨意志之類的東西寄宿在裡面的卡片，會以金色獅子或是骨戰士的形態在基爾巴德的意識中現身。

### 關係者
島谷早穗
聲：仙台エリ
粵配：黃紫嫻
翔悟的青梅竹馬、是個喜歡宇宙人的神秘學愛好者。
本來是住在翔悟家隔壁，但因為家被破壞的緣故，目前跟母親一起寄住在龍神家。
動畫版髮型為馬尾辮，漫畫版的髮型則是單純的披肩長髮。
龍神健悟
聲：田中一成
翔悟的父親。神社的宮司。很中意泰隆、時常一起下棋。
龍神智子
聲：壽美菜子
粵配：陳凱婷
翔悟的姊姊、在輕食喫茶伊甸工作。該喫茶店後來成為骨戰士們聚集的場所。
島谷喜代子
聲：今井由香
早穂的媽媽。丈夫不在的時候家遭到破壞，因而寄居於龍神家。性格文靜、反對並覺得女兒的大學志願不實際。
桃太郎
聲：儀武祐子
島谷家の愛犬。雖然是動物不過卻能感覺到異型暗黑骨戰士的氣息。

### 骨之研究所的關係者們
東尾所長
聲：大塚明夫
骨之研究所的所長。生活不太檢點，喜歡喝酒的老煙槍。認為翔悟跟某個人很像、而有種懷念的感覺。
安娜・克麗斯蒂（アンナ・クリスティン）
聲：小林愛
粵配：石梓晴
骨之研究所的所長補佐。在遊戲裡是負責通知主角升級的角色。
里那多（レナード）
聲：浅沼晋太郎
粵配：鄧燦陽
骨研究開發團隊的隊長。是個見到稀有的卡就會很開心的瘋狂科學家。
イアン
聲：家中宏
路克的父親，是骨之研究所的研究員。過去是墨爾本研究所的研究員，現在已經是組織最頂端洛杉磯研究所的所長了。

### 闇黑骨戰士
闇黑骨戰士 / Nepos Angelis方（ネポス・アンゲリス）
黑蜂
蜂之骨（蜜蜂）、雷屬性的骨戰士。必殺技是「Spanking Needle（スパーキングニードル）」。
黑馬率領的先鋒部隊的其中一人。頭部、兩肩及兩腕都有尖銳的刺。與龍之骨有過多次的戰鬥，最後消逝（コアボーンクラッシュ）于火之魔神的力量下。鎧甲內是金髮男性。
黑蠍
聲：楠大典
蠍之骨（蠍子）、火屬性的骨戰士。必殺技是「Glaive Beat（グレイヴビート）」。
黑馬率領的先鋒部隊的其中一人。在島谷家庭石搶奪龍之骨卡片的也是他。最後消逝（コアボーンクラッシュ）的時候以心靈感應稱呼翔悟為「背叛者」等意味深長的台詞。
而且，在四年前也有參與回收骨的行動，引導維克多他們前往Nepos星。
黑螳螂
螳螂之骨（螳螂）、木屬性的骨戰士。必殺技是「Blade of Cross（ブレード・オブ・クロス）」。
黑馬率領的先鋒部隊的其中一人。最後被猶豫過後而又重新掁作的翔悟反擊，並且和黑甲蟲一起消逝（コアボーンクラッシュ）。
黑甲蟲
甲蟲之骨（甲蟲）、土屬性的骨戰士。必殺技是「Earth Pressure（アースプレッシャー）」。
黑馬率領的先鋒部隊的其中一人。兩腕兩腳有裝備尖刺狀的護甲。最後被猶豫過後而又重新掁作的翔悟反擊，並且和黑螳螂一起消逝（コアボーンクラッシュ）。
黑蜘蛛
聲：田尻浩章
蜘蛛之骨（蜘蛛）、水屬性的骨戰士。必殺技是「Deadly Web（デッドリーウェブ）」。
黑馬率領的先鋒部隊的其中一人。雖然得到了水的魔神的恩惠卻無法駕馭。暴走時被黑馬導致消逝（コアボーンクラッシュ）。
豪斯 / 黑馬
聲：置鮎龍太郎
馬之骨（馬）、火屬性的暗黑骨戰士。必殺技是「Rising Volcano（ライジングボルケーノ）」。
取代消逝的黑蠍而出現的新闇黑骨戰士。基本不使用手戰鬥，足技較為拿手。相對其他的闇黑骨戰士有著較為突出的實力，同時也統帥著其他骨戰士。
但最終遭受到了格雷戈里欠缺冷靜的他，陷入了暴走的狀態、始祖魔神便將它連同蛹一起消滅。
在漫畫中是個自尊心高傲的戰士「豪斯」，有著將戰鬥視為「演奏音樂」的想法，另外只要誰打斷他與龍之骨的戰鬥，就算是自己的同伴也會阻止。最終向值得尊敬的對手翔吾託付了馬之骨的卡片後死去。
利貝爾特（リーベルト） / 黑豹
聲：折笠富美子
粵配：黃鳳英
豹之骨（黑豹）、空間屬性的暗黑骨戰士。必殺技是「Axel Spacer（アクセルスペーサー）」。在動畫十一話登場、遊戲第二彈登場。
Nepos的女性幹部。貌似是某個大家族的長女。得意技是瞬間移動或是在遠處憑空伸出手等空間操弄。是Nepos有名的戰士、因為初始魔神下令回收龍之骨而與翔悟接觸，之後便對他產生了興趣。是維克多他們的僱主。看不起地球人與地球遭到污染的空氣，不過她仍然對地球上的大自然感興趣。後來，她和變成了鋼之骨的地球骨戰士翔悟比試後，似乎領悟到一些道理，繼而決定留在地球，為了能夠確保了解地球人的衣食住行而答應協助東尾所長進行的研究。當她知道父親的危機後就連同翔悟他們返回Nepos星。
克魯德（クルード） / 黑飛龍（ダークワイバーン）
聲：井上和彦
動畫第十四話登場，黑飛龍之骨（飛龙）的適合者・火屬性的骨戰士，比利貝爾特他們的位階還要高。評議會的成員之一。同時也是修德魯茨關係最好的朋友，和修德魯茲同是始祖魔神最信賴的人。由於和黑咬尾蛇對戰中，導致黑飛龍消逝。
拜茲（バイズ） / 黑鷹
聲：千葉一伸
鷹之骨（老鷹）、木屬性的暗黑骨戰士、必殺技是「Feather Extension（フェザーエクステンション）」。在動畫十四話登場、遊戲第二彈登場。和多羅薩斯對戰過程中，失去骨之後，但現在下落不明
Nepos的幹部。
多羅薩斯（ドロッサス） / 黑鱷
聲：優希比呂
鱷之骨（鱷魚）、水屬性的暗黑骨戰士、必殺技是「マーシレススローリング」。在動畫十四話登場、遊戲第二彈登場。和拜茲對戰過程中，失去骨之後，但現在下落不明
Nepos的幹部。
摩斯（モース） / 黑熊
聲：高塚正也
熊之骨（熊）、土屬性的暗黑骨戰士、必殺技是「バンディットクロー」。在動畫十四話登場、遊戲第二彈登場。
打扮為裸上身，是利貝爾特的部下。以力量型攻擊為主，腦袋比較不好。可以對蛹外的區域（類似于地底的部分）進行土屬性的攻擊。
古斯特斯（グストス） / 黑灰熊
聲：奈良徹
灰熊之骨（灰熊）、時間屬性的暗黑骨戰士、必殺技是「マーシレススローリング」。在動畫十四話登場、遊戲第二彈登場。
利貝爾特的部下，留著莫西干頭。以力量型攻擊為主，腦袋比較不好。擁有把自己以外的時間都停下的能力，但是無法好好地掌握。
格雷戈里（グレゴリー） / ウルフ・グレゴリー
聲：平田廣明
狼之骨（狼）的適合者・風屬性的骨戰士。必殺技は「Howl of Shadow（ハウル・オブ・シャドウ）」。在動畫第八話登場，遊戲第二彈登場。
緊追著暗之骨、維克多的哥哥。因為對地球絕望，想將龍之骨作為見面禮帶給Nepos Angelis而攻擊龍之骨。
維克多（ヴィクトール） / タイガー・ヴィクトール
聲：石田彰
虎之骨（虎）的適合者・雷屬性的骨戰士。必殺技は「Gouging Claw（ガウジングクロー）」。在動畫第八話登場、遊戲的第二彈登場。
右眼戴有眼罩，是格雷戈里的弟弟。
右眼的損傷是在四年前遭遇到同伴的背叛而造成的。但是不太明白有些魔神為什麽都站在地球。
修德魯茲（シュトルツ）/黑鳳凰（ダークフェニックス）
聲：谷昌樹
動畫第二十三話登場，黑鳳凰之骨（鳳凰）的適合者・時間屬性的骨戰士。評議會的核心人物，是利貝爾特的父親，同時也是克魯德關係最好的朋友。而且也擁有過稀有金屬之骨的人，同時也是唯一能夠和始祖魔神對話的人，和克魯德同是始祖魔神最信賴的人。
雷沃特（レボルト） / 黑地獄犬（ダークケルベロス）
聲：綠川光
動畫第二十五話登場，評議會的成員之一。地獄犬之骨（地獄三頭犬）的適合者・雷屬性的骨戰士。其野心極大，並且要搶奪屬于核心之骨。評議會的叛徒之一。
斯基烏斯（ソキウス）/ 黑咬尾蛇（ダークウロボロス）
聲：川田紳司
動畫第二十五話登場，評議會的成員之一。咬尾蛇之骨（咬尾蛇）的適合者・空間屬性的骨戰士。和雷沃特一起狼狽爲奸，評議會的叛徒之一。
佩爾布蘭登（ペルブランド）/黑利維坦（ダークリヴァイアサン）
聲：皆川純子
動畫第二十五話登場，評議會的成員之一。黑利維坦之骨（利維坦）的適合者・水屬性的骨戰士，手上還有一把長兵器，類似長刀。黑利維坦是唯一一個能夠擁有長兵器的骨。評議會唯一一個女性成員。是位非常冷靜，做事十分謹慎，和巴裏修是位好搭檔，但十分不贊同雷沃特的意見。
卡巴里奥（カーバリオ）/黑独角兽（ダークユニコーン）
聲：遠近孝一
動畫第二十五話登場，評議會的成員之一。黑獨角獸之骨（獨角獸）的適合者・風屬性的骨戰士。頭腦很天真，是位容易被騙的人。以頭部的獨角為攻擊，招式非常獨特。和雷沃特、斯基烏斯一起狼狽爲奸，評議會的叛徒之一。
拉奎尔特（ラケルト）/黑蜥蜴怪（ダークバジリスク）
聲：西村太佑
動畫第二十五話登場，評議會的成員之一。黑蜥蜴怪之骨（翼蜥）的適合者・木屬性的骨戰士(胸前是蜥蜴的頭)。很擅長使用幻術，該實力稍微有點弱，自身的格鬥能力來自柔道。和雷沃特、斯基烏斯一起狼狽爲奸，評議會的叛徒之一。
巴裏修（バーリッツュ）/黑巨獸（ダークベヒモス）
聲：楠大典
動畫第二十五話登場，評議會的成員之一。黑巨獸之骨（比蒙巨獸）的適合者・土屬性的骨戰士。屬於力量型的戰士，身穿重量級的鎧甲，其攻擊和防禦相當強，該速度稍微有點慢。其實力能夠敵得過黑獨角獸和黑蜥蜴怪的實力。
弗雷特（フレイド）/黑蝙蝠（ダークバット）
聲：無
動畫第十九話登場，黑蝙蝠之骨（蝙蝠）的適合者・空间屬性的骨戰士。是佩爾布蘭登的心腹，平时不太爱说话，是個非常忠誠的人。
格拉迪斯（グラディス）/黑劍魚（ダークソードフィッシュ）
聲：星野貴紀
動畫第二十二話登場，黑劍魚之骨（剑鱼）的適合者・風屬性的骨戰士。手中有一把劍，其劍法非常快，屬於敏捷型的戰士。在三十三話被龍神翔悟打敗，最後消逝。
卞德贊（ベントーザ）/黑海妖（ダーククラーケン）
聲：千葉進步
動畫第二十九話登場，黑海妖之骨（烏賊）的適合者・水屬性的骨戰士。

## 用語
骨
魔神所創造出來，給予生命體著裝的鎧甲。可以穿上骨的人稱為「適合者」、而骨的力量所容納的卡片稱為「ボーンカード」。
骨有自己的意志存在，有時候也會拒絕適合者。
就算卡片完全被破壞也有可能復原，卡片也可能會有自行復原的能力。
盔甲本身俱有不小的重量，地球著骨之適合者在啟示之蛹外是難以著裝活動的。但Nepos側的適合者卻可以普通的行動，甚至是戰鬥。
著裝時負面情感如果高漲（比方說暴怒或是焦慮）會有陷入暴走狀態的危機。
屬性介紹
火屬性
火屬性的攻擊力較高，而防禦力偏差。
水屬性
水屬性的攻擊和防禦屬於中等，能夠在蛹裏面遊泳，使敵人打不到自己。若沒有蛹的話，無法進行遊泳。
雷屬性
屬於雷屬性的骨，屬於雷屬性的骨的體力是隨機的，有時候是低、中、高。
土屬性
攻擊力和火屬性的攻擊力不分上下，防禦力是所有屬性中最強的，缺點是速度較慢。
木屬性
是屬於敏捷型的屬性，屬於木屬性的骨的攻擊是隨機的，有時候是低、中、高。
風屬性
和木屬性一樣都是敏捷型，屬於風屬性的骨的防禦是隨機的，有時候是低、中、高。
時間屬性
能力可能有些是低、中、高，具有能停止時間。時間停止是有範圍限制。時間停止的範圍只是相當一個小行星，完全無法停止整個宇宙
空間屬性
能力和時間屬性一樣差不多。空間移動的範圍是有限制的，但是空間移動的範圍最多可達到太陽系和銀河系的範圍，卻無法達到宇宙的範圍。
魔神
宇宙的造物主。配置三位骨戰士便可召喚出來。
共有火、風、水、雷、木、土、時間與空間八位。外表刻有代表其屬性的紋樣。8位魔神都有白色身体，但身体也有纹身。
火之魔神
以火屬性的骨戰士為主的陣型會召喚出火之魔神。全身以紅色主，有四隻手。手臂上的護腕同時是左輪手槍。真正的火之魔神在第36話登場。
水之魔神
以水屬性的骨戰士為主的陣型會召喚出水之魔神。全身以藍色為主，下半身不是脚，而是呈漩渦狀。真正的水之魔神在第43話登場。
雷之魔神
以雷屬性的骨戰士為主的陣型會召喚出雷之魔神。全身以黃色為主，背上有疑似太鼓的物體，但太鼓是漂浮的。
空間之魔神
以空間屬性的骨戰士為主的陣型會召喚出空間之魔神。全身以紫色為主。雖然有紳士般的外表，但是會在立方體上不規則地坐。
土之魔神
以土屬性的骨戰士為主的陣型會召喚出土之魔神。全身以棕色為主，身穿重量級的鎧甲。真正的土之魔神在第42話登場。
木之魔神
以木屬性的骨戰士為主的陣型會召喚出木之魔神。全身以綠色為主。真正的木之魔神在第46話登場。
風之魔神
以風屬性的骨戰士為主的陣型會召喚出風之魔神。全身以天藍色為主。全身原型取自于歐洲中世紀的騎士，背上有一雙翅膀，但背上的翅膀是漂浮的。
時間之魔神
以時間屬性的骨戰士為主的陣型會召喚出時間之魔神。全身以灰色为主，全身原型取自于小丑。
初始魔神
即始祖魔神，Nepos人民所膜拜的存在。地位位於8位魔神之上，是全宇宙的造物主、絕對的魔神。在第44話登場。
不知道為何想要回收龍之骨。
據Nepos側的傳說，地球人及Nepos都是初始魔神所創造出來的生命體。
屬於星球之核的骨能夠見到始祖魔神，不屬於星球之核的骨，容易導致裂骨。星球之核的骨只有三個，其三個是指龍之骨、黑獅鷲之骨、黑鳳凰之骨，並能夠可以和初始魔神對話。
骨戰士
被骨所選中的適合者們。
鋼之骨
可强化自身的能力，也叫钢铁化或者钢铁之骨。
稀有金屬之骨
具有鋼之骨，能夠和真正的魔神一起進行融合，成爲稀有金屬之骨。沒有成爲鋼之骨的骨，無法和真正的魔神一起進行融合
闇黑骨戰士
攻擊骨戰士的謎一般的敵人。
雖然看起來著裝的也是人類，但他們的正體其實是Nepos星球的外星戰士。
鎧甲的面罩與骨戰士們不同，臉部都有面具覆蓋。
其名稱上的「闇黑」是地球方給予的稱呼。
啟示之蛹（リベレーション・コクーン / Revelation Cocoon）
利用路克所持的小型裝置「啟動杖（アミュレット）」所發動的，骨戰士們戰鬥用的立方狀異空間。
會在發動者附近形成一個球狀展開，並將骨戰士與暗黑骨戰士強行吸入。避免因為雙方的戰鬥而造成地面上的損傷。
骨裂（ボーンクラッシュ）
骨戰士著裝的骨，一部份被破壞。
隨著那一部分被破壞，卡片也會有一部分的損傷。
コアボーンクラッシュ
身上著裝的骨完全的骨裂。
魔神召喚（マジンディセント）
骨戰士三人為一組利用屬性或是排列的組合在蛹中召喚出不同的魔神。
骨之研究所
澳洲・墨爾本郊外的一間骨的研究所。對外是製藥公司研究所。
骨戰士的關係者可以不用護照就入境。
為了防治闇黑骨戰士的來襲，使用了類似于啟示之蛹理論的屏障。對於其所能掌握的世界情報，與其說是研究所不如說是國家級的組織機構還差不多。

## 電視動畫
2014年4月開始由東京電視網播放。9話開始在預告時增設了骨戰士的介紹欄。
標語是。

### 製作人員
- 原案 - BANDAI
- 原作 - 東映動畫
- 連載 - 集英社『最強Jump』
- 企画 - 平岡利介（東京電視台）、遠藤正樹、小野口征、清水慎治
- 系列構成 - 羽原大介（1話 - 6話）、村山功
- 角色原案 - 村田雄介
- CG角色原案 - 石川秀樹
- 角色設計・総作画監督 - 大西亮
- CG角色設計 - 米澤真一
- 音楽 - 前田克樹、若林タカツグ
- 製作擔當 - 大町義則
- CG製作人 - 横尾裕次
- CG指導 - 中沢大樹
- 美術設定 - 佐藤正浩
- 美術監督 - 渡辺佳人
- 色彩設計 - 竹澤聡
- 編集 - 西村英一
- 製作人 - 高林庸介（東京電視台）、古川慎、鷲尾天
- 系列指導 - 宇田鋼之介
- 動畫製作 - 東映動畫、GALLOP
- 製作 - 東京電視台、電通、東映動畫

### 主題歌
片頭曲
「Legend Is Born」（第1－30話）
作詞：藤林聖子，作曲、編曲：Darvish P，主唱：加藤和樹（TEAM Entertainment）
（第31－52話）
作詞：、，作曲、編曲：，主唱：（EXIT TUNES）
片尾曲
「OKAN GOMEN」（第1－13話）
作詞、作曲：野田洋次郎，編曲、主唱：味噌汁's（環球音樂（EMI RECORDS））
「Blue Destiny」（第14－40話）
作詞：花衣，作曲、編曲：宮川麿，主唱：竹野☆小雪（維京音樂）
（第41－52話）
作詞: ，作曲: 竹內亮太郎，作曲: 竹內亮太郎、楠野功太郞，主唱: LUI FRONTiC 赤羽JAPAN

### 各話列表
| 話數   | 日文標題 | 中文標題               | 香港標題                   | 劇本     | （分鏡） 演出           | 作畫監督 | CG動作部分 | CG動作部分 | 戰士介紹              | 日本放送日    |
| 話數   | 日文標題 | 中文標題               | 香港標題                   | 劇本     | （分鏡） 演出           | 作畫監督 | 分鏡       | 演出       | 戰士介紹              | 日本放送日    |
| ------ | -------- | ---------------------- | -------------------------- | -------- | ----------------------- | -------- | ---------- | ---------- | --------------------- | ------------- |
| 第1話  |          | 從黑暗中到來的訪問者   | 暗黑之訪客                 | 羽原大介 | 宇田鋼之介              | 大西亮   |            | 中澤大樹   | -                     | 2014年 4月1日 |
| 第2話  |          | 被選中的戰士           | 被選中的戰士               | 羽原大介 | （宇田鋼之介） 後藤康徳 | 飯飼一幸 |            | 高橋友彥   | -                     | 4月8日        |
| 第3話  |          | 來自骨的拒絕           | 龍之骨的拒絕               | 羽原大介 | 中島豊                  | 加野晃   | なかの★陽  | 牧野快     | -                     | 4月15日       |
| 第4話  |          | 戰士的覺悟             | 戰士的覺悟                 | 羽原大介 | 芝田浩樹                | 鈴木伸一 | なかの★陽  | 石井規仁   | -                     | 4月22日       |
| 第5話  |          | 魔神降臨               | 魔神降臨                   | 羽原大介 | 角銅博之                | 竹森由加 | なかの★陽  | 中澤大樹   | -                     | 4月29日       |
| 第6話  |          | 相信自己               | 相信自己                   | 羽原大介 | 田中裕太                | 清山滋崇 | なかの★陽  | 牧野快     | -                     | 5月6日        |
| 第7話  |          | 骨之研究所             | 骨之研究所                 | 村山功   | 中島豊                  | 榆木哲郎 | なかの★陽  | 本岡宏紀   | -                     | 5月13日       |
| 第8話  |          | 侵入者                 | 入侵者                     | 村山功   | 前島健一                | 鈴木伸一 | なかの★陽  | 能澤諭     | -                     | 5月20日       |
| 第9話  |          | 激烈的共鳴             | 激烈共鳴                   | 村山功   | 田中智也                | 山崎展義 | なかの★陽  | 石井規仁   | 龍之骨                | 5月27日       |
| 第10話 |          | 想要守護的日常         | 要守護日常生活             | 村山功   | 角銅博之                | 飯飼一幸 | なかの★陽  | 高橋友彥   | 黑馬                  | 6月3日        |
| 第11話 |          | 始祖魔神               | 始祖魔神                   | 村山功   | 榎本守                  | 小川一郎 | なかの★陽  | 中澤大樹   | 黑豹                  | 6月10日       |
| 第12話 |          | 龍的暴走               | 巨龍暴走                   | 山下憲一 | （宇田鋼之介） 後藤康徳 | 清山滋崇 |            | 能澤諭     | 龍之骨 -暴走模式-     | 6月17日       |
| 第13話 |          | 真正的強大             | 真正的強大                 | 村山功   | 前島健一                | 鈴木伸一 | なかの★陽  | 牧野快     | 鯊之骨                | 6月24日       |
| 第14話 |          | 鯊魚的暴走             | 鯊魚暴走                   | 田口智子 | 中島豊                  | 榆木哲郎 | なかの★陽  | 石井規仁   | 黑熊                  | 7月1日        |
| 第15話 |          | 曲折的命運             | 曲折的命運                 | 田口智子 | 田中裕太                | 竹森由加 | なかの★陽  | 竹中佑城   | 黑鷹                  | 7月8日        |
| 第16話 |          | 鋼的精神               | 鋼鐵精神                   | 山下憲一 | 角銅博之                | 香川久   | なかの★陽  | 高橋友彥   | 獅之骨                | 7月15日       |
| 第17話 |          | 温柔的哥哥             | 温柔的哥哥                 | 村山功   | 田中智也                | 山崎展義 | なかの★陽  | 牧野快     | 犀之骨                | 7月22日       |
| 第18話 |          | 流浪貓和流浪狗         | 流浪貓與流浪狗             | 山下憲一 | （前島健一） 三家本泰美 | 鈴木伸一 | なかの★陽  | 能澤諭     | 豹之骨                | 7月29日       |
| 第19話 |          | 鋼之骨                 | 鋼鐵骨                     | 山下憲一 | 榎本守                  | 小川一郎 | なかの★陽  | 石井規仁   | 獅之骨 -鋼之骨-       | 8月5日        |
| 第20話 |          | 叛逆者的影子           | 叛徒之影                   | 村山功   | 中島豐                  | 仲條久美 | 宮原直樹   | 高橋友彥   | 黑鱷                  | 8月12日       |
| 第21話 |          | 三副鋼之骨             | 三個鋼鐵骨                 | 村山功   | （前島健一） 三家本泰美 | 鈴木伸一 | なかの★陽  | 牧野快     | 鯊之骨 -鋼之骨-       | 8月19日       |
| 第22話 |          | 龍的覺醒               | 巨龍覺醒                   | 村山功   | 角銅博之                | 竹森由加 | なかの★陽  | 竹中佑城   | 龍之骨 -鋼之骨-       | 8月26日       |
| 第23話 |          | 全家福                 | 全家幅                     | 田口智子 | （田中裕太） 後藤康德   | 香川久   | なかの★陽  | 能澤諭     | 黑劍魚 -鋼之骨-       | 9月2日        |
| 第24話 |          | 不能停止的衝動         | 停不了的衝動               | 山下憲一 | 藤田健太郎              | 清山滋崇 | 宮原直樹   | 高橋友彥   | 黑灰熊                | 9月9日        |
| 第25話 |          | 地獄犬                 | 地獄犬                     | 村山功   | 田中智也                | 山崎展義 | なかの★陽  | 石井規仁   | 黑飛龍 -鋼之骨-       | 9月16日       |
| 第26話 |          | 兄弟的過去             | 兄弟的過去                 | 村山功   | （中島豐） 後藤康德     | 榆木哲郎 | なかの★陽  | 竹中佑城   | 犀之骨 -鋼之骨-       | 9月23日       |
| 第27話 |          | 開始行動的野心         | 開始行動的野心             | 村山功   | 榎本守                  | 小川一郎 | なかの★陽  | 能澤諭     | 狼之骨 -鋼之骨-       | 9月30日       |
| 第28話 |          | 政變                   |                            | 山下憲一 | 角銅博之                | 飯飼一幸 | なかの★陽  | 牧野快     | 虎之骨 -鋼之骨-       | 10月7日       |
| 第29話 |          | 前往Nepos星!           | 向傳承天使進發             | 田口智子 | （宇田鋼之介） 內山まな | 大西亮   | なかの★陽  | 高橋友彥   | 黑海妖 -鋼之骨-       | 10月14日      |
| 第30話 |          | 飛龍VS地獄犬           |                            | 村山功   | 前島健一                | 鈴木伸一 | なかの★陽  | 石井規仁   | 黑飛龍 -稀有金屬骨-   | 10月21日      |
| 第31話 |          | 從宇宙來的幫忙         | 來自宇宙的協助             | 山下憲一 | 藤田健太郎              | 清山滋崇 | なかの★陽  | 竹中佑城   | 黑麻鷹                | 10月28日      |
| 第32話 |          | 12年前的真相           |                            | 田口智子 | 中島豐                  | 竹森由加 | なかの★陽  | 能澤諭     | 黑烏鴉 -鋼之骨-       | 11月4日       |
| 第33話 |          | 這就是家庭             | 我們是一家人               | 村山功   | 田中智也                | 山崎展義 | なかの★陽  | 牧野快     | 豹之骨 -鋼之骨-       | 11月11日      |
| 第34話 |          | 咬尾蛇降臨             | 海妖降臨                   | 村山功   | 角銅博之                | 香川久   | なかの★陽  | 高橋友彥   | 黑蜂                  | 11月18日      |
| 第35話 |          | Eques的驕傲            | 騎士的榮耀                 | 山下憲一 | 前島健一                | 鈴木伸一 | なかの★陽  | 竹中佑城   | 黑咬尾蛇 -鋼之骨-     | 11月25日      |
| 第36話 |          | 稀有金屬之骨           | 稀有金屬骨                 | 村山功   | （佐佐木憲世） 內山まな | 仲條久美 | なかの★陽  | 石井規仁   | 龍之骨 -稀有金屬之骨- | 12月2日       |
| 第37話 |          | 稀有金屬之謎           | 稀有金屬之謎               | 田口智子 | 榎本守                  | 小川一郎 | 高橋裕哉   | 能澤諭     | 黑蛇 -鋼之骨-         | 12月9日       |
| 第38話 |          | 作為Nepos的戰士        |                            | 山下憲一 | 藤田健太郎              | 榆木哲郎 | なかの★陽  | 中澤大樹   | 黑獅鷲 -鋼之骨-       | 12月16日      |
| 第39話 |          | 地獄犬，前往地球!      | 地獄犬降臨地球             | 村山功   | 中島豐                  | 竹森由加 | なかの★陽  | 高橋友彥   | 黑蝙蝠 -鋼之骨-       | 12月23日      |
| 第40話 |          | 突襲墨爾本             | 突襲墨爾本                 | 村山功   | 角銅博之                | 清山滋崇 | なかの★陽  | 竹中佑城   | 黑貓頭鷹 -鋼之骨-     | 2015年 1月6日 |
| 第41話 |          | 走過的道路，邁向的道路 | 過去走過的路，應該踏上的路 | 村山功   | 川崎弘二                | 仲條久美 | -          | -          | 黑地獄犬 -鋼之骨-     | 1月13日       |
| 第42話 |          | 寂靜的激情             | 寂靜的激情                 | 村山功   | 前島健一                | 鈴木伸一 | なかの★陽  | 石井規仁   | 犀之骨 -稀有金屬之骨- | 1月20日       |
| 第43話 |          | 將絕望變成希望         | 將絕望化為希望             | 村山功   | （佐佐木憲世） 內山まな | 飯飼一幸 | なかの★陽  | 能澤諭     | 鯊之骨 -稀有金屬之骨- | 1月27日       |
| 第44話 |          | 魔神，再現             |                            | 村山功   | 田中智也                | 山崎展義 | なかの★陽  | 高橋友彥   | 黑獨角獸 -鋼之骨-     | 2月3日        |
| 第45話 |          | 蠢蠢的欲望             | 蠢蠢欲動的慾望             | 山下憲一 | 中島豐                  | 香川久   | なかの★陽  | 竹中佑城   | 黑鳳凰 -鋼之骨-       | 2月10日       |
| 第46話 |          | 改變不了的強度         |                            | 村山功   | 角銅博之                | 竹森由加 | なかの★陽  | 石井規仁   | 豹之骨 -稀有金屬之骨- | 2月17日       |
| 第47話 |          | 禁止的記憶             |                            | 田口智子 | 藤田健太郎              | 榆木哲郎 | 高橋裕哉   | 能澤諭     | 黑巨獸 -鋼之骨-       | 2月24日       |
| 第48話 |          | 叛逆的大叫             | 叛逆的吶喊                 | 山下憲一 | 榎本守                  | 小川一郎 | なかの★陽  | 高橋友彥   | 黑地獄犬 -自訂-       | 3月3日        |
| 第49話 |          | 狼與虎                 | 狼與虎                     | 村山功   | 佐佐木憲世              | 清山滋崇 | なかの★陽  | 竹中佑城   | 黑蜥蜴怪 -鋼之骨-     | 3月10日       |
| 第50話 |          | 終焉之連結             | 終焉之連結                 | 山下憲一 | 前島健一                | 鈴木伸一 | なかの★陽  | 石井規仁   | 獅之骨 -稀有金屬之骨- | 3月17日       |
| 第51話 |          | 終結的開始             | 終結的開始                 | 村山功   | （宇田鋼之介） 內山まな | 香川久   | なかの★陽  | 能澤諭     | 黑地獄犬 -終焉之連結- | 3月24日       |
| 第52話 |          | 歸宿                   |                            | 村山功   | 宇田鋼之介              | 大西亮   | -          | 中澤大樹   | -                     | 3月31日       |

### 播放電視台
| 播放地區       | 播放電視台   | 播放日期                    | 播放時間（UTC+9）         | 所屬聯播網          | 備註   |
| -------------- | ------------ | --------------------------- | ------------------------- | ------------------- | ------ |
| 關東地方       | 東京電視台   | 2014年4月1日－2015年3月31日 | 星期二 18時30分－18時57分 | 東京電視網          | 製作局 |
| 北海道         | 北海道電視台 | 2014年4月1日－2015年3月31日 | 星期二 18時30分－18時57分 | 東京電視網          |        |
| 愛知縣         | 愛知電視台   | 2014年4月1日－2015年3月31日 | 星期二 18時30分－18時57分 | 東京電視網          |        |
| 大阪府         | 大阪電視台   | 2014年4月1日－2015年3月31日 | 星期二 18時30分－18時57分 | 東京電視網          |        |
| 岡山縣、香川縣 | 瀨戶內電視台 | 2014年4月1日－2015年3月31日 | 星期二 18時30分－18時57分 | 東京電視網          |        |
| 福岡縣         | TVQ九州放送  | 2014年4月1日－2015年3月31日 | 星期二 18時30分－18時57分 | 東京電視網          |        |
| 全國放送       | BS JAPAN     | 2014年4月3日－              | 星期四 17時30分－18時00分 | 東京電視網 衞星電視 |        |
| 全國放送       | 萬代頻道     | 2014年4月4日－              | 星期五 12時00分 更新      | 網絡電視            |        |

| 東京電視台 星期二 18:30-18:57 節目 | 東京電視台 星期二 18:30-18:57 節目       | 東京電視台 星期二 18:30-18:57 節目 |
| ---------------------------------- | ---------------------------------------- | ---------------------------------- |
|                                    | 魔神之骨 （2014年4月1日－2015年3月31日） |                                    |
| 一起去旅行 （18:30-19:54）         | 終極蜘蛛俠:酷網戰士                      |                                    |

| ViuTV 星期四、五 17:00-17:30 節目 | ViuTV 星期四、五 17:00-17:30 節目         | ViuTV 星期四、五 17:00-17:30 節目 |
| --------------------------------- | ----------------------------------------- | --------------------------------- |
|                                   | 魔神之骨 （2016年9月29日－2017年3月24日） |                                   |
| 小馬寶莉                          | 超人X （16:30-17:00）                     |                                   |

## 漫畫
集英社『最強Jump』2014年2月開始連載。在前一號就作為序章漫畫而開始連載。
與動畫的系列組成、角色樣貌性格甚至敵人的登場順序都不同、也加入了更多的搞笑要素。
漫畫 - 杉田尚、原案 - BANDAI、原作 - 東映
Jump comics
- 1巻 2014年7月4日発売 ISBN 978-4088801483

## 家用遊戲
『魔神之骨 時間與空間的魔神』（マジンボーン 時間と空間の魔神）
主機為任天堂3DS、預定在2014年10月9日發售。

## 玩具
2014年5月開始由Bandai發售的塑料模型。是需要簡單拆裝的類型。
- 魔神之骨01 BF龍之骨（マジンボーン01 BFドラゴンボーン）
- 魔神之骨02 BF鯊之骨（マジンボーン02 BFシャークボーン）
- 魔神之骨03 BF獅之骨（マジンボーン03 BFレオボーン）
- 魔神之骨04 火之魔神（マジンボーン04 火の魔神）
- 魔神之骨05 BF虎之骨（マジンボーン05 BFタイガーボーン）
- 魔神之骨06 BF狼之骨（マジンボーン06 BFウルフボーン）
- 魔神之骨07 BF龍之骨 加強版（仮）（マジンボーン07 BFドラゴンボーン パワーアップVer.（仮））

## 脚注
1. ↑  香港ViuTV標題，以播放時所顯示的字幕為準。不適用為播放時字幕沒有顯示香港標題
2. ↑  第12話「龍之骨的暴走」角色原案的村田雄介先生也有參與動畫的繪製喔！ （页面存档备份，存于）公式網頁 2014年6月16日

## 外部連結
- DATA CARDDASS 魔神之骨 （页面存档备份，存于）（日語）
- 魔神之骨 東映官方網頁  （页面存档备份，存于）（日語）
- 東京電視台・動畫電視 魔神之骨 （页面存档备份，存于）（日語）
- 搜狐视频独播专区 （页面存档备份，存于）
- 魔神之骨官方推特的X（前Twitter）（日語）
- 魔神之骨 | Bandai Namco遊戲官方網頁 （页面存档备份，存于）（日語）